# Folco Lulli
Folco Lulli (Firenze, 3 luglio 1912 – Roma, 24 maggio 1970) è stato un attore, regista e partigiano italiano.

## Biografia
Figlio del baritono Gino Lulli e di Ada Toccafondi, partecipò alla guerra d'Etiopia maturando idee antifasciste e successivamente, dopo l'8 settembre entrò nelle file dei partigiani, i badogliani della brigata 1º Gruppo Divisioni Alpine comandata da Enrico Martini ("Mauri"), operante nelle Langhe, tra Murazzano e Mombarcaro, nella quale occupò ruoli di primo piano.
L'inizio della sua attività di resistente viene registrata in una riunione che si svolse a Val Casotto (frazione del comune di Pamparato - Cn) con alcuni sbandati (militari, sottufficiali e ufficiali, tra cui il generale Perotti, poi fucilato a Torino nel 1944). Tra i protagonisti della costituzione di questa prima banda di partigiani ricordiamo Duccio Galimberti (eroe della resistenza cuneese). La riunione si svolse a metà ottobre del 1943. Lulli rimase molti mesi in Val Casotto, dove comandò il distaccamento di Tagliante (piccola borgata sul versante del monte Alpet).
Catturato dai tedeschi, fu deportato in Germania ma riuscì a fuggire e a tornare in Italia a guerra finita.

### Dopoguerra

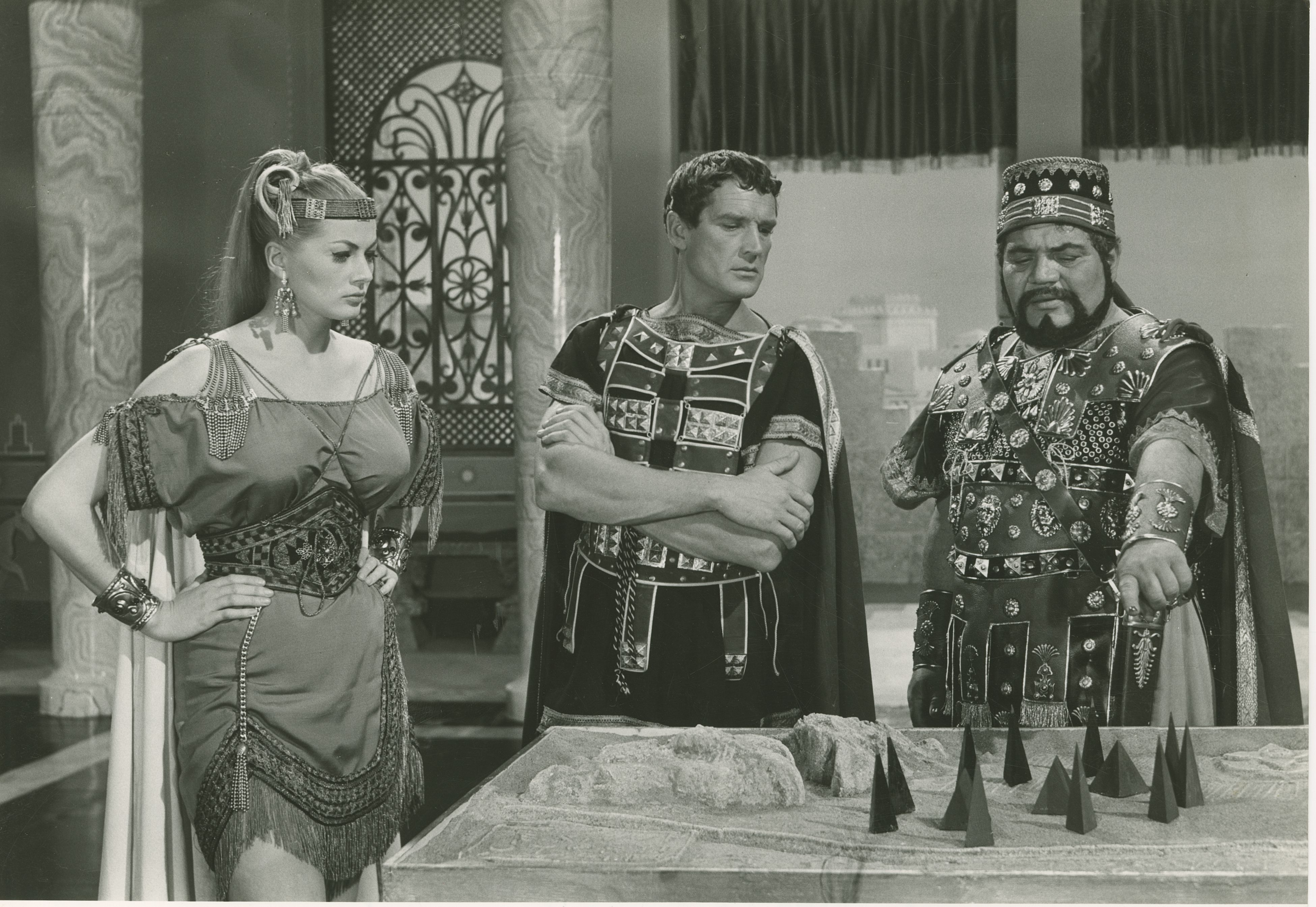
Folco Lulli (a destra) con Anita Ekberg e Georges Marchal in una scena del film Nel segno di Roma del 1959 diretto da Guido Brignone e Michelangelo Antonioni.

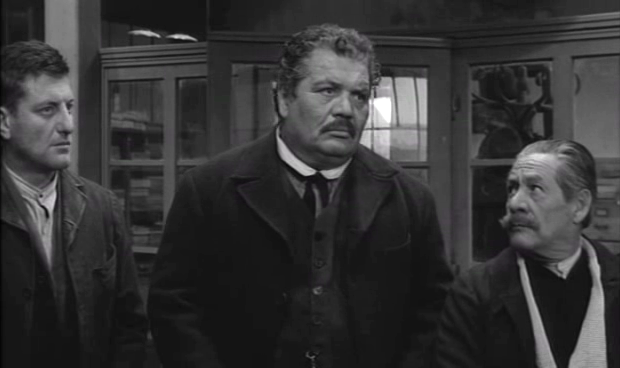
Lulli, al centro, nel film I compagni (1963)

Scoperto da Alberto Lattuada, che nel 1946 lo volle nel film Il bandito, ricoprì nel cinema italiano soprattutto ruoli da caratterista. 
Memorabile la sua interpretazione del criminale di guerra in fuga Riccardo Torre in Fuga in Francia del regista Mario Soldati. 
Sempre nel 1948 affiancò Giulietta Masina nel film Senza pietà e nel 1950 partecipò al film Luci del varietà di Fellini e Lattuada. 
Nel 1951 prese parte al film Lebbra bianca con Sophia Loren, con la quale recitò ancora in Carosello napoletano (1954). 
Nel 1964 ottenne il Nastro d'argento per la sua interpretazione di I compagni (1963) di Mario Monicelli. 
Si mise alla prova anche come regista e sceneggiatore del film Gente d'onore (1967), una storia sulla mafia.
Sofferente di diabete e di difficoltà respiratorie, morì per un'improvvisa embolia all'età di 57 anni la mattina del 24 maggio 1970 al Policlinico Gemelli di Roma, dopo venti giorni di ricovero causati da una tromboflebite. Riposa in un loculo nel Cimitero del Verano, a Roma.

## Filmografia

### Regista
- Gente d'onore (1967)

### Attore
- Il bandito, regia di Alberto Lattuada (1946)
- La primula bianca, regia di Carlo Ludovico Bragaglia (1947)
- Il delitto di Giovanni Episcopo, regia di Alberto Lattuada (1947)
- Come persi la guerra, regia di Carlo Borghesio (1947)
- La figlia del capitano, regia di Mario Camerini (1947)
- Il Passatore, regia di Duilio Coletti (1947)
- Caccia tragica, regia di Giuseppe De Santis (1947)
- Il diavolo bianco, regia di Nunzio Malasomma (1947)
- L'eroe della strada, regia di Carlo Borghesio (1948)
- Vertigine d'amore, regia di Luigi Capuano (1948)
- Fuga in Francia, regia di Mario Soldati (1948)
- Senza pietà, regia di Alberto Lattuada (1948)
- Gli uomini sono nemici, regia di Ettore Giannini (1948)
- Come scopersi l'America, regia di Carlo Borghesio (1949)
- Al diavolo la celebrità, regia di Steno e Mario Monicelli (1949)
- Totò cerca casa, regia di Steno e Mario Monicelli (1949)
- Lo sparviero del Nilo, regia di Giacomo Gentilomo (1950)
- Non c'è pace tra gli ulivi, regia di Giuseppe De Santis (1950)
- Luci del varietà, regia di Federico Fellini e Alberto Lattuada (1950)
- Lorenzaccio, regia di Raffaello Pacini (1951)
- Lebbra bianca, regia di Enzo Trapani (1951)
- I figli di nessuno, regia di Raffaello Matarazzo (1951)
- Serenata tragica - Guapparia, regia di Giuseppe Guarino (1951)
- Amore e sangue, regia di Marino Girolami e Hans Wolf (1951)
- La ragazza di Trieste (Les loups chassent la nuit), regia di Bernard Borderie (1952)
- La colpa di una madre, regia di Carlo Duse (1952)
- Altri tempi, regia di Alessandro Blasetti (1952)
- Infame accusa, regia di Giuseppe Vari (1952)
- Menzogna, regia di Ubaldo Maria Del Colle (1952)
- La peccatrice dell'isola, regia di Sergio Corbucci (1952)
- Prigionieri delle tenebre, regia di Enrico Bomba (1952)
- Vite vendute (Le Salair de la peur), regia di Henri-Georges Clouzot (1953)
- Sposata ieri (Jeunes mariés), regia di Gilles Grangier (1953)
- Riscatto, regia di Marino Girolami (1953)
- Maddalena, regia di Augusto Genina (1953)
- Non vogliamo morire, regia di Oreste Palella (1953)
- Noi cannibali, regia di Antonio Leonviola (1953)
- Aria di Parigi (L'Air de Paris), regia di Marcel Carné (1954)
- La grande speranza, regia di Duilio Coletti (1954)
- Orient Express, regia di Carlo Ludovico Bragaglia (1954)
- Acque amare, regia di Sergio Corbucci (1954)
- Carosello napoletano, regia di Ettore Giannini (1954)
- Il conte di Montecristo, regia di Robert Vernay (1954)
- Stella di Rio (Stern von Rio), regia di Kurt Neumann (1955)
- Shaitan, il diavolo del deserto (Fortune carrée), regia di Bernard Borderie (1955)
- La risaia, regia di Raffaello Matarazzo (1956)
- Londra chiama Polo Nord, regia di Duilio Coletti (1956)
- Creature del male (L'Homme et l'enfant), regia di Raoul André (1956)
- Ritorno alla vita (Todos somos necesarios), regia di José Antonio Nieves Conde (1956)
- L'eretico, regia di Francisco de Borja Moro (1957)
- Il cielo brucia, regia di Giuseppe Masini (1957)
- Io, Caterina, regia di Oreste Palella (1957)
- Occhio per occhio (Œil pour œil), regia di André Cayatte (1957)
- Gli italiani sono matti, regia di Duilio Coletti e Luis María Delgado (1958)
- Nel segno di Roma, regia di Guido Brignone (1958)
- Polikuska, regia di Carmine Gallone (1958)
- La grande guerra, regia di Mario Monicelli (1959)
- Lupi nell'abisso, regia di Silvio Amadio (1959)
- Vacanze in Argentina, regia di Guido Leoni (1960)
- Sotto dieci bandiere, regia di Duilio Coletti (1960)
- La regina delle Amazzoni, regia di Vittorio Sala (1960)
- Il ratto delle Sabine, regia di Richard Pottier (1961)
- La spada dell'Islam (Wa Islamah), regia di Enrico Bomba e Andrew Marton (1961)
- Spade senza bandiera, regia di Carlo Veo (1961)
- I tartari, regia di Richard Thorpe e Ferdinando Baldi (1961)
- Marte, dio della guerra, regia di Marcello Baldi (1962)
- Un alibi per morire, regia di Roberto Bianchi Montero e Piero Costa (1962)
- I compagni, regia di Mario Monicelli (1963)
- Il segno di Zorro, regia di Mario Caiano (1963)
- Dulcinea incantesimo d'amore, regia di Vicente Escrivá (1963)
- Il giorno più corto, regia di Sergio Corbucci (1963)
- F.B.I. operazione Baalbeck, regia di Marcello Giannini (1964)
- Oltraggio al pudore, regia di Silvio Amadio (1964)
- I disperati della gloria (Les Parias de la gloire), regia di Henri Decoin (1964)
- Le meravigliose avventure di Marco Polo (Lo scacchiere di Dio) (La fabuleuse aventure de Marco Polo), regia di Denys de La Patellière (1965)
- L'armata Brancaleone, regia di Mario Monicelli (1966)
- Chi ha rubato il presidente? (Le Grand restaurant), regia di Jacques Besnard (1966)
- Testa di rapa, regia di Giancarlo Zagni (1966)
- Operazione Goldman, regia di Antonio Margheriti (1966)
- The Viscount - Furto alla banca mondiale (Le vicomte règle ses comptes), regia di Maurice Cloche (1967)
- Anche nel West c'era una volta Dio, regia di Marino Girolami (1968)
- Non cantare, spara, regia di Daniele D'Anza (1968)
- Spara, Gringo, spara, regia di Bruno Corbucci (1968)
- "Il circolo Pickwick", regia di Ugo Gregoretti (sceneggiato tv) (1968)
- Mercanti di vergini, regia di Renato Dall'Ara (1969)
- Una vedova tutta d'oro, regia di Michel Audiard (1969)
- La Mazza, regia di Mircea Muresan (1969)
- Raptus, regia di Marino Girolami (1969)
- Tre nel mille, regia di Franco Indovina (1971)

## Doppiatori
- Giorgio Capecchi in La figlia del capitano, I figli di nessuno, Menzogna, Londra chiama Polo Nord, Nel segno di Roma, La regina delle Amazzoni, Il ratto delle Sabine, Ester e il re
- Mario Besesti in Fuga in Francia, Al diavolo la celebrità, Lo sparviero del Nilo
- Michele Malaspina in Non c'è pace tra gli ulivi, Luci del varietà, Serenata tragica - Guapparia
- Luigi Pavese in Sotto dieci bandiere, Gli invasori
- Camillo Pilotto in Caccia tragica
- Gaetano Verna in Il Passatore
- Vinicio Sofia in Aria di Parigi
- Emilio Cigoli in La risaia
- Enzo Liberti in L'armata Brancaleone
- Carlo Romano in The Viscount - Furto alla Banca Mondiale
- Ignazio Balsamo in Gente d'onore
- Mario Feliciani in Spara, Gringo, spara